# Basilique Sainte-Agnès-hors-les-Murs de Rome
La basilique Sainte-Agnès-hors-les-Murs (en italien : Basilica di Sant'Agnese fuori le Mura) est une église romaine située dans le quartier Trieste. Construite à partir du VIIe siècle et profondément remaniée au cours des siècles, elle est dédiée à Agnès de Rome. Elle a obtenu le titre de basilique mineure.

## Historique
Le 16 octobre 1708, elle devient siège paroissial avec le décret papal Cum sanctissimus et accueille le titre cardinalice de Sant'Agnese fuori le Mura.

## Architecture et décorations
De la Via Nomentana, on constate que l'église a conservé son ancienne abside paléochrétienne en briques. Attenant est le clocher en briques, datant de 1479. La façade, qui s’ouvre sur un petit jardin en retrait de la rue, est divisée en ordres.
L’intérieur est précédé d’un narthex, où est conservée la plaque de marbre avec l’inscription originale du pape Damase dédiée à la martyre Sainte Agnès. L’intérieur de la basilique a trois nefs avec trois chapelles de chaque côté, surmontées d’une galerie de femmes. Les arcs des bas-côtés et de la galerie des femmes sont soutenus par des colonnes nues, pour la plupart d’époque romaine, avec des chapiteaux corinthiens raffinés. Toute la décoration intérieure des nefs est une œuvre du XIXe siècle commandée par le pape Pie IX et réalisée par A. Busiri Vici : en particulier, les portraits des papes bienfaiteurs de l’Église et des saints martyrs se distinguent. Le plafond à caissons est en bois sculpté et doré, et a été réalisé en 1606.

La basilique mène à la crypte, au monastère attenant et à la catacombe en contrebas.

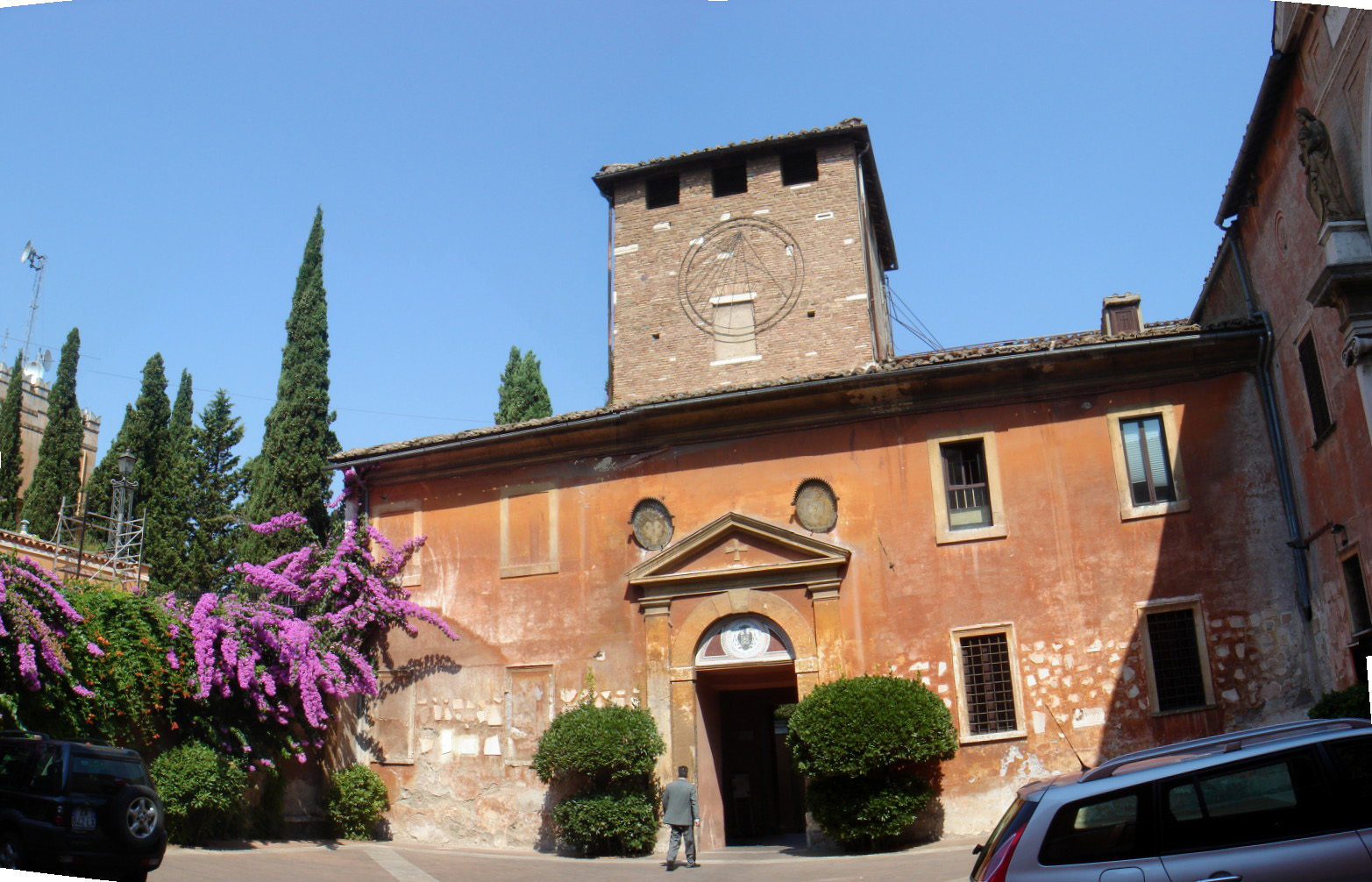
Cortile.
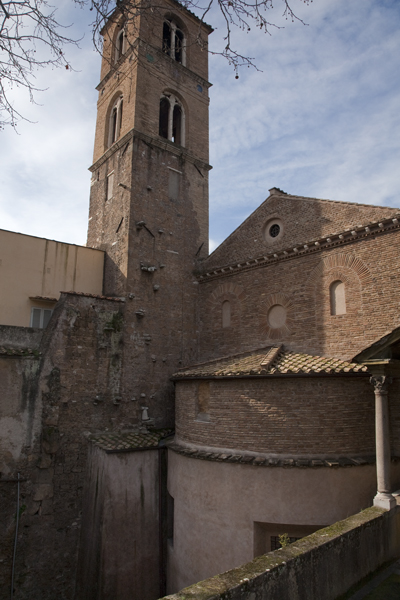
Clocher et abside paléochrétienne.
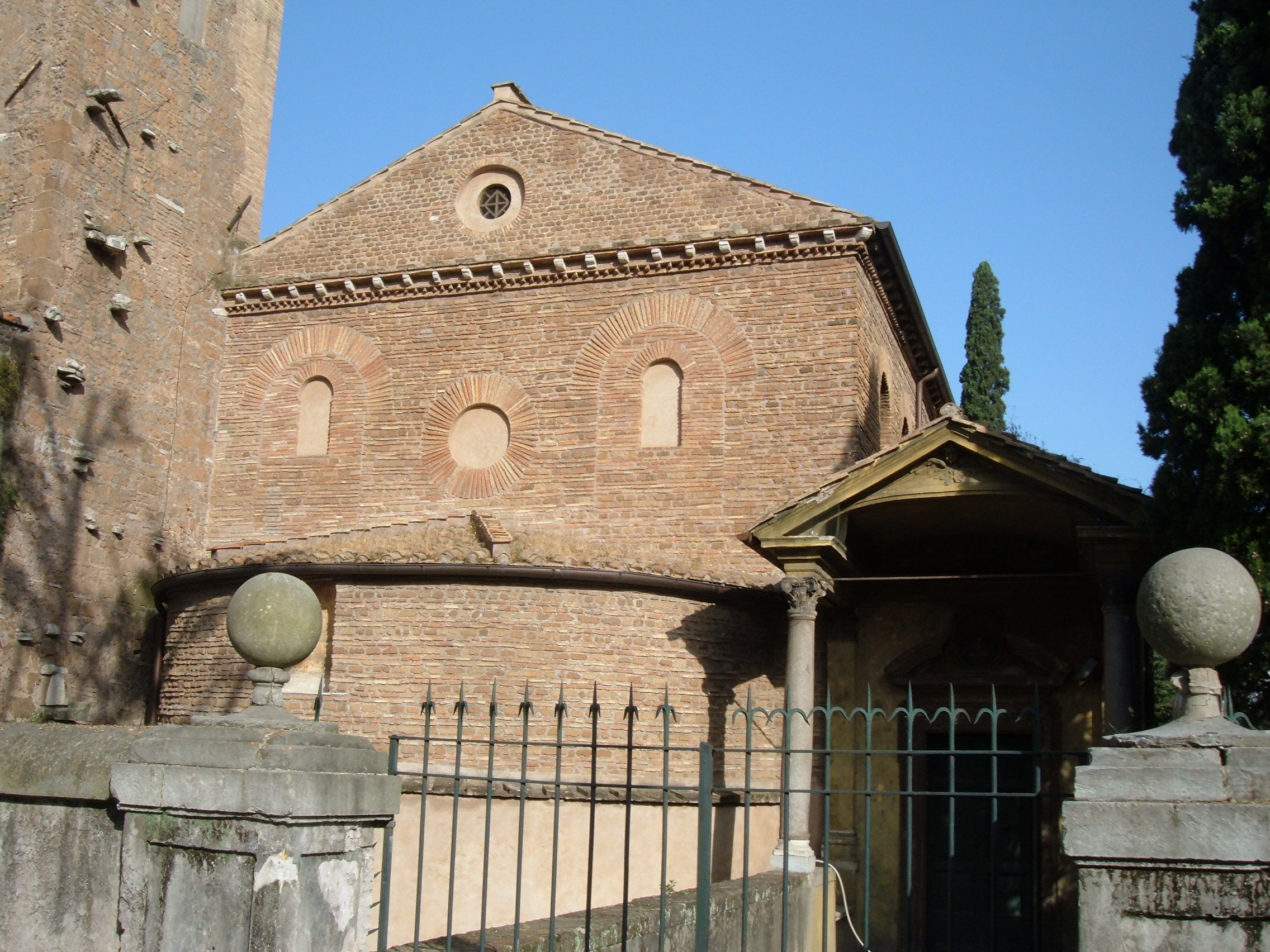
Abside paléochrétienne.
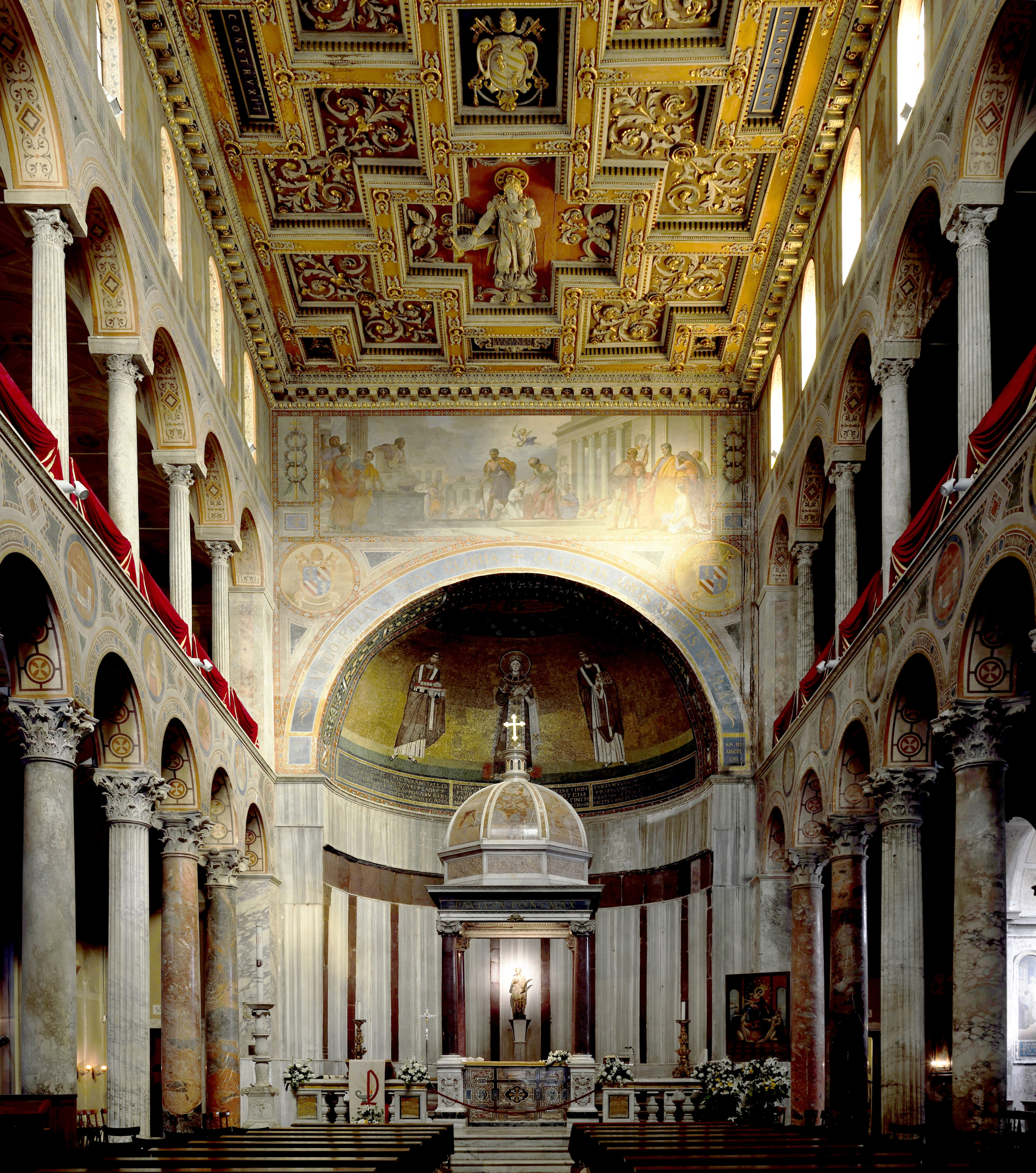
Intérieur.
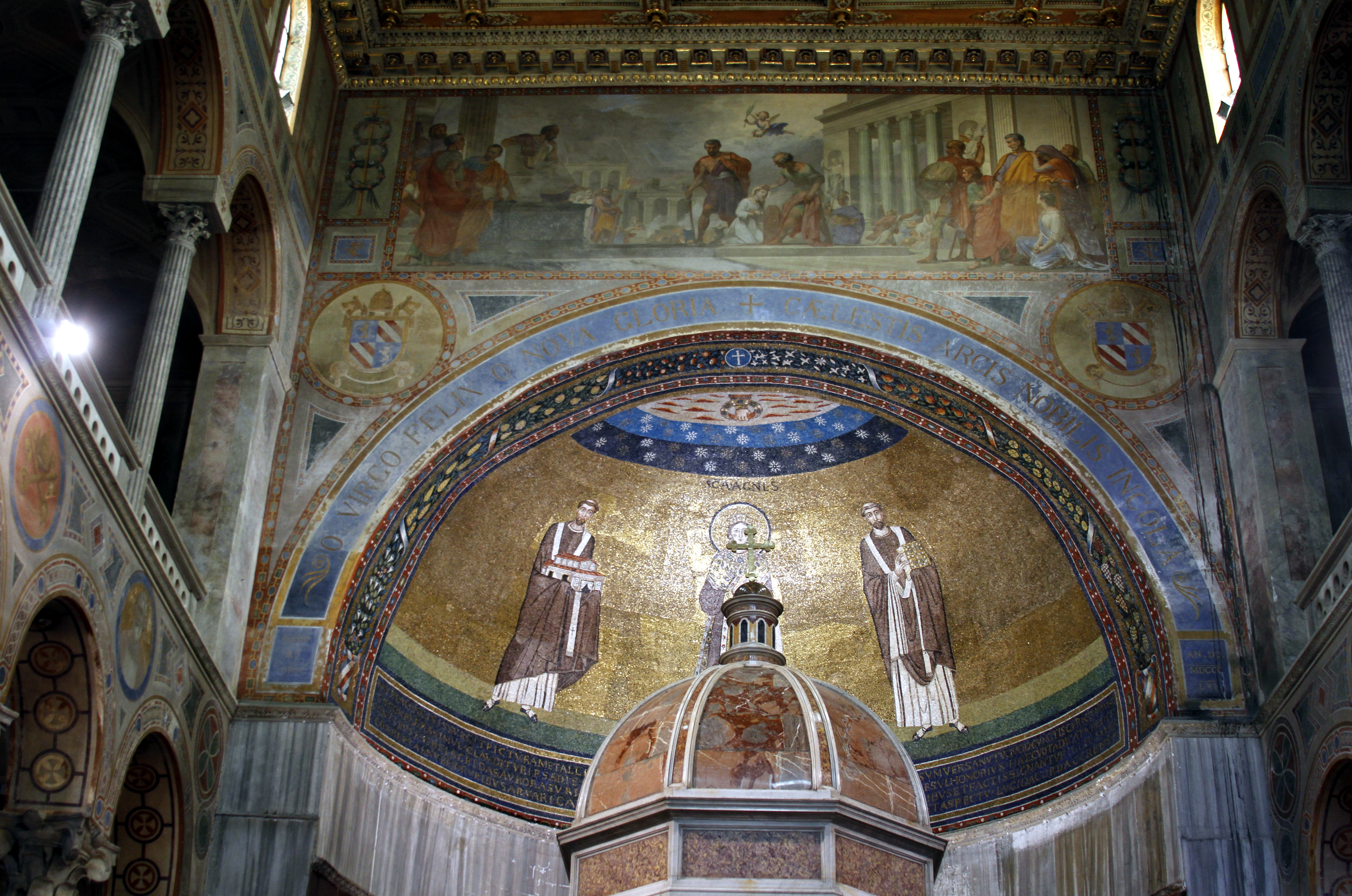
Mosaïque et Arche.
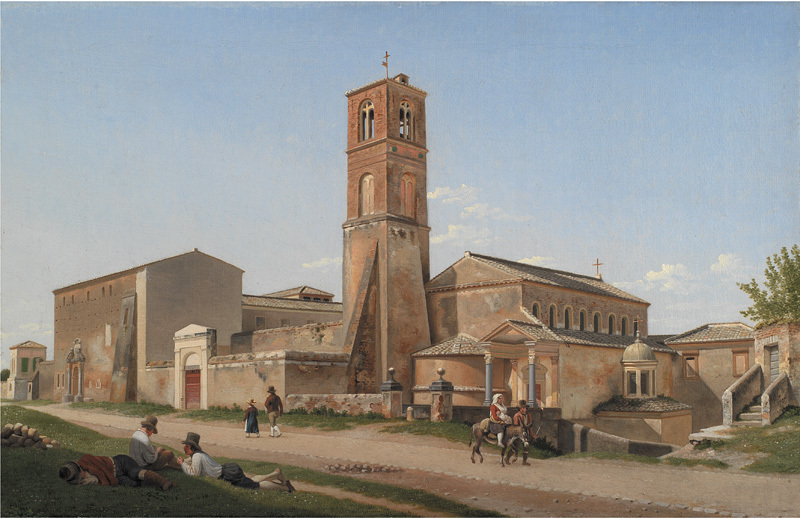
Peinture de 1815 par Eckersberg.